# Manuel Schmid (Skirennläufer)
Manuel Schmid (* 9. Februar 1993) ist ein ehemaliger deutscher Skirennläufer. Er war vor allem in den Disziplinen Abfahrt und Super-G erfolgreich. Sein jüngerer Bruder Alexander Schmid ist ebenfalls Skirennläufer.

## Biografie
Als 15-Jähriger begann Schmid im Januar 2009 an FIS-Rennen teilzunehmen, wobei er zunächst in allen Disziplinen an den Start ging. Die ersten Einsätze im Europacup folgten im März 2010. Es vergingen zwei weitere Jahre, bis er in dieser Rennserie in die Punkteränge zu fahren begann. Während dieser Zeit begann er sich allmählich auf die schnellen Disziplinen zu spezialisieren. Sein bestes Ergebnis bei Juniorenweltmeisterschaften war 2012 in Roccaraso der fünfte Platz in der Abfahrt. Im Februar 2012 fuhr er in einer Europacup-Abfahrt erstmals unter die besten zehn.
Schmid litt an einem Patellaspitzensyndrom im linken Knie und konnte nach dem Ende der Saison 2012/13 zweieinhalb Jahre lang kein einziges Rennen bestreiten. Obwohl die Ergebnisse ausblieben, erhielt er weiterhin Förderung durch den Deutschen Skiverband. Im Herbst 2015 gab er sein Comeback und tastete sich allmählich wieder heran. Mit zwei dritten Plätzen im Winter 2016/17 belegte er den dritten Platz in der Abfahrtswertung des Europacups. Nach zwei gewonnenen FIS-Rennen zu Beginn der Saison 2017/18 debütierte er am 16. Dezember 2017 im Weltcup. Als 16. der Abfahrt von Gröden gewann er mit Startnummer 43 auf Anhieb Weltcuppunkte.
Infolge schwerwiegender Verletzungen – sein letztes Rennen auf Weltcupniveau bestritt er im März 2021 – gab Schmid am 6. Juni 2023 seinen Rücktritt bekannt. Sein bestes Ergebnis auf Weltcupniveau ist ein 13. Platz in der Lauberhornabfahrt in Wengen 2020.

## Erfolge

### Weltmeisterschaften
- Åre 2019: 32. Abfahrt

### Weltcup
- 4 Platzierungen unter den besten 20

### Weltcupwertungen
| Saison  | Gesamt | Gesamt | Abfahrt | Abfahrt | Super-G | Super-G |
| Saison  | Platz  | Punkte | Platz   | Punkte  | Platz   | Punkte  |
| ------- | ------ | ------ | ------- | ------- | ------- | ------- |
| 2017/18 | 116.   | 22     | 39.     | 22      | –       | –       |
| 2018/19 | 103.   | 40     | 33.     | 37      | 56.     | 3       |
| 2019/20 | 118.   | 27     | 40.     | 27      | –       | –       |
| 2020/21 | 123.   | 16     | 46.     | 12      | 53.     | 4       |

### Europacup
- Saison 2016/17: 24. Gesamtwertung, 3. Abfahrtswertung
- 2 Podestplätze

### Juniorenweltmeisterschaften
- Crans-Montana 2011: 6. Super-G, 13. Abfahrt
- Roccaraso 2012: 5. Abfahrt, 35. Riesenslalom
- Québec 2013: 18. Super-G

### Weitere Erfolge
- 2 Siege bei FIS-Rennen